# Saint-Aulaye

Saint-Aulaye este o comună în departamentul Dordogne din sud-vestul Franței. În 2009 avea o populație de 1.360 de locuitori.

## Evoluția populației
| An        | 1975  | 1982  | 1990  | 1999  | 2006  | 2009  |
| --------- | ----- | ----- | ----- | ----- | ----- | ----- |
| Populație | 1.398 | 1.524 | 1.531 | 1.399 | 1.364 | 1.360 |